# Olivier Herdies

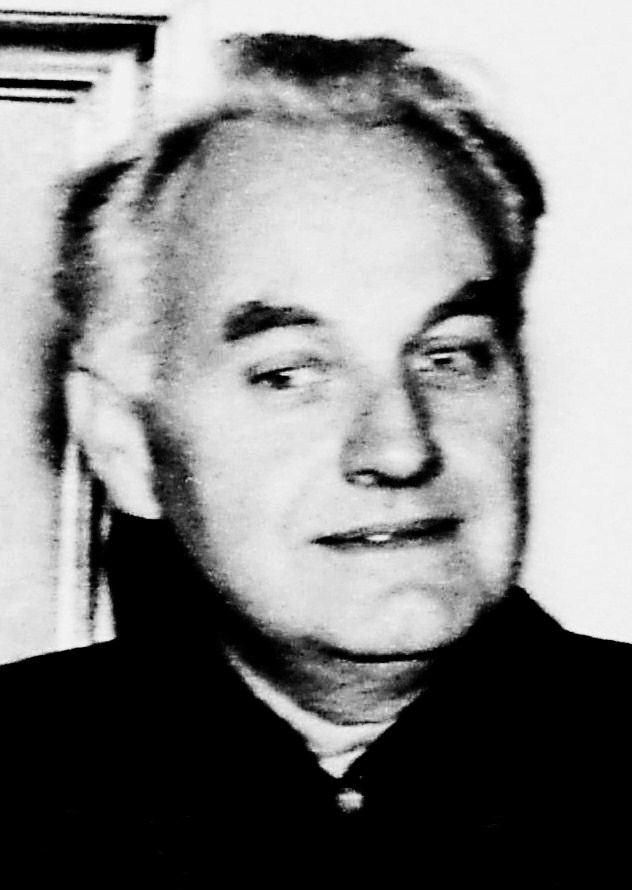
Olivier Herdies

Olivier Herdies, född 17 mars 1906 i Bryssel, död 25 december 1993 i Hägersten, var en belgisk-svensk målare och författare.
Olivier Herdies studerade vid Kungliga Konstakademien i Bryssel och gjorde studieresor i flera länder i Europa. Han flyttade till Sverige 1937 och blev svensk medborgare. Han började som konstnär 1948 och arbetade tidigare som författare och konst- och litteraturrecensent. Herdies var en av de första svenskar som målade vad som på den tiden kallades "informellt", det vill säga abstrakt utan att vara geometriskt, med förebilder som Klee, Pollock, Miro och Michaux. Han har utfört muralmålningar i apoteket Rödhaken i Blackeberg i Stockholm och i apoteket Misteln i Västerås.

## Stil och betydelse
Olivier Herdies började måla först när han var fyrtiotvå, och liksom så många andra konstnärer som startar sent gick han snabbt rakt på det väsentliga. Det är som om det inte fanns tid att vänta - allt måste fram genast. Hans bilder är direkta och öppna. Det finns en hudlöshet i dem som fanns även hos honom själv, en sårbar känslighet och ofta nästan barnslig glädje och poesi.
För svensk femtiotalskonst fick han stor betydelse. På den tiden härskade besinningen i svensk konst. Kubismens stränga regler om uppbyggnad och akademikernas och traditionalisternas betoning av behärskning, måtta och sans betydde mycket, ibland förlamande mycket. I denna konst kom Olivier Herdies in som något exotiskt och anarkistiskt och romantiskt. Han påverkades själv mycket av den nya abstrakta konsten i Paris, som han lärde känna när han for dit efter kriget för att göra konstprogram för Radiotjänst. Det var också i Paris han sedan debuterade som konstnär, 1955 på galleriet Colette Allendy.
Han var en av de första svenskar som målade vad som på den tiden kallades "informellt", det vill säga abstrakt utan att vara geometriskt, med förebilder som Klee, Pollock, Miro och Michaux. Denna stil kallades ibland också spontanism, trots att de flesta så kallade spontanister i själva verket byggde upp sina bilder lika noga och ordentligt som alla andra målare. Men Olivier Herdies arbetade verkligen spontant: snabbt och direkt, ibland nästan kalligrafiskt som en österländsk tuschmålare.
För Öyvind Fahlström fick Olivier Herdies "teckenmåleri" stor betydelse. Kring Fahlström samlades åren kring 1960 en internationell skara konstnärer, musiker och författare, bland dem Olivier Herdies. Det var fruktbara år i Stockholms konstliv. Det var då Moderna museet startade och introducerade en ny konst. Stockholm öppnade sig mot omvärlden och blev för några år en av Europas konstmetropoler. Stor betydelse för detta fick några konstnärer och författare som kommit till Stockholm från olika delar av världen, förutom Olivier Herdies även bland andra poeten Ilmar Laaban, fotografen och poeten Lutfi Özkök och författaren Peter Weiss.

## Produktion

### Separatutställningar
- Colette Allendy, Paris - 1955
- Galleri Brinken, Stockholm - 1956
- Gallerie Observatorium, Stockholm - 1960
- Uppsala Universitet - 1960
- Sturegalleriet, Stockholm - 1961
- Gröna Paletten, Stockholm - 1964
- Gallerie A, Stockholm - 1967
- Midsommargården, Stockholm - 1968
- Lilla Galleriet, Umeå - 1968
- Galleri Latina, Stockholm - 1969
- Galleri Lucidor, Stockholm - 1977
- Olle Ohlsson Huset, Solna - 1985
- Konstnärshuset, Stockholm - 1987
- Galerie Bel’Art, Stockholm - 1992
- Thielska Galleriet, minnesutställning, Stockholm - 2000
- Ystads konstmuseum, retrospektiv utställning - 2001
- Präståkra gård, Simrishamn - 2002

### Samlingsutställningar
- “Il gesto”, Florens och Milano - 1955
- “Kring Spontanismen”, Stockholm - 1959
- “Kontroversiellt”, Stockholm’s College -1959
- “Nordiskt Sommaruniversitet”, Sigtuna - 1960
- Sturegalleriet, Stockholm - 1961
- Vårsalongen, Liljevalchs - 1961–1967
- “Svart och Vitt”, Konstakademin, Stockholm - 1962
- “Phases de L’art contemporain”, Paris - 1962
- “Le soleil dans la tête”, Paris - 1963
- “International exhibition of Modern Contemporary Art”, Edinburgh - 1964
- Lunds Konsthall - 1965
- “Moderna Museet besöker Landskrona” - 1965
- Jubileumsutställning, Galleri Observatorium, Stockholm - 1965
- “Mikro”, Galleri Hedenius, Stockholm - 1965–1969
- “Svart och Vitt”, Konstakademin, Stockholm - 1968
- Galleri Latina, Antibes - 1969
- Bollnäs Konstcentrum - 1970
- “Konstens stormarknad”, Sveagalleriet, Stockholm - 1972
- "Vårsalongen", Liljevalchs, Stockholm - 1977
- Hägringen/Hägerstens Kulturkommitté, Stockholm - 1979
- Grafikgalleriet, Konstnärshuset, Stockholm - 1983
- Olivier Herdies och Greta Falk-Simon, Thielska Galleriet, Stockholm - 1984
- Galleri Heikenskjöld, Arboga - 1988
- “Dedication to Jazz”, Aoseum, Åhus - 1991
- Konstnärshuset, Stockholm - 1992
- "Svenska mästare", Galerie Bel’Art, Stockholm - 2002

### Representerad
- Moderna Museet, Stockholm
- Nationalmuseum, Stockholm
- Ystads Konstmuseum

### Poesi och prosa (i urval)
- Connaissance du Printemps, (les cahiers du journal des poètes, Bruxelles) – 1936
- Alibi[5] – 2000

### Film
- Popen kommer till stan[6] – 1964